# Gateway Nunatak
Gateway Nunatak är en nunatak i Antarktis. Den ligger i Östantarktis. Nya Zeeland gör anspråk på området. Toppen på Gateway Nunatak är 1 835 meter över havet, eller 164 meter över den omgivande terrängen. Bredden vid basen är 4,4 km.
Terrängen runt Gateway Nunatak är huvudsakligen platt, men den allra närmaste omgivningen är kuperad. Trakten är obefolkad. Det finns inga samhällen i närheten. 